# Ernst Sigismund Puchelt
Ernst Sigismund Puchelt (* 8. November 1820 in Leipzig; † 6. Februar 1885 ebenda) war Reichsoberhandelsgerichtsrat und  Reichsgerichtsrat.

## Leben
Der Badener Puchelt kam als Kind 1824 nach Baden anlässlich der Berufung seines Vaters Friedrich August Benjamin Puchelt an die  Universität Heidelberg. Puchelt war evangelisch. Er studierte ab 1837 Rechtswissenschaften in Heidelberg. 1842 wurde er summa cum laude promoviert. Im selben Jahr leistete er den Eid auf den badischen Landesherrn. 1848 wurde er zunächst Rechtsanwalt, kam aber im Jahr darauf als Bezirksamtsassessor nach Wertheim. 1849 heiratet er eine Tochter von Friedrich Bernhard Gottfried Nicolai. 1851 versetzte man ihn als Assessor an das Hofgericht in Konstanz, und 1854 nach Bruchsal. 1856 beförderte man ihn zum Hofgerichtsrat. Mit Einführung der neuen badischen Gerichtsverfassung kam er am 1. Oktober 1864 als Kreisgerichtsdirektor nach Baden-Baden. 1868 wurde er nach Heidelberg versetzt. 1869 folgte die Ernennung zum Kreis- und Hofgerichtsdirektor in Karlsruhe. Im Frühjahr 1871 wurde er Präsident der juristischen Prüfungskommission. Im Juli 1871 wurde er als Vertreter Badens in das Reichsoberhandelsgericht entsandt. Mit dem Inkrafttreten der Reichsjustizgesetze kam er an das Reichsgericht. Er war im II. Strafsenat, III. Strafsenat und im II. Zivilsenat des Reichsgerichts tätig.

## Ehrungen
- 1869 Ritterkreuz I. Klasse des Ordens vom Zähringer Löwen
- 1871 Ritterkreuz des portugiesischen Christusordens.
- 1883 Roter Adlerorden III. Klasse

## Herausgeber
- (Puchelts) Zeitschrift für französisches Zivilrecht, Mannheim 1869–1883 (Digitalisat Band I, Heft 2 (1870)).
- Juristische Zeitschrift für das Reichsland Elsass-Lothringen, Mannheim 1876–1880.
- Das rheinisch-französische Privilegien- und Hypothekenrecht, Leipzig 1876, Band 1, 2.
- Karl Salomo Zachariä von Lingenthal: Handbuch des französischen Civilrechts, 6. Auflage, Heidelberg 1875, Band 1, 2, 3, 4 (Puchelts Zusätze sind mit P. gekennzeichnet).

## Schriften (Auswahl)
- Rückwirkende Kraft des Handelsgesetzbuches; fortdauernde Wirksamkeit eines Competenz-Urtheils nach gesetzlicher Abänderung der Competenz und eines zum Vollzuge solchen Urtheils abgeschlossenen Schiedsvertrages, Archiv für Theorie und Praxis des allgemeinen deutschen Handelsrechts, Band 2 (1864), S. 1.
- Zwei Rechtsfälle aus der Lehre von den Handelsgesellschaften, Archiv für Theorie und Praxis des allgemeinen deutschen Handelsrechts, Band 8 (1866), S. 393.
- Das Strafgesetzbuch für das Großherzogtum Baden, Kommentar 1866f., (Digitalisat des EG, AT und der BT: Titel XXVI bis XXXIX der BSB).
- Ergänzende Gesetze der großherzoglich badischen Strafgesetzgebung, Mannheim 1868 (Digitalisat der BSB).
- Ueber das Mäkler-Geschäft mit besonderer Rücksicht auf das Großherzogthum Baden, Archiv für Theorie und Praxis des allgemeinen deutschen Handelsrechts, Band 13 (1868), S. 403.
- Das Strafgesetzbuch für das Deutsche Reich, Kommentar, Karlsruhe 1871.
- Commentar zum allgemeinen deutschen Handelsgesetzbuch, Leipzig 1874 (Digitalisat des MPIER); 2. Auflage 1876; 3. Auflage 1885.
- Die Civilprozeßordnung für das Deutsche Reich, Kommentar, 2 Bände, Leipzig 1877/78.
- Die Strafprozeßordnung für das Deutsche Reich, Kommentar, Leipzig 1881.
- Drei Fragen aus dem Arrest- und Konkursrechte, Zeitschrift für deutschen Zivilprozess, Band 3 (1881), S. 1.